# Landpoort (Delfzijl)

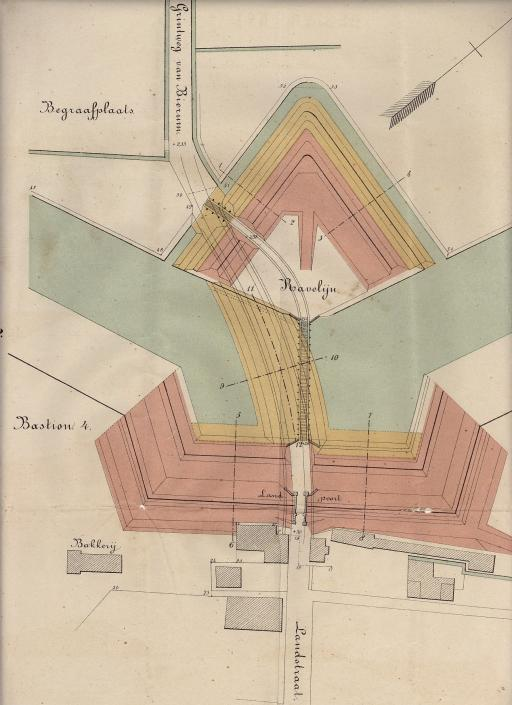
Kaart van de landpoort en omgeving

De Landpoort was de hoofdpoort van de vestingstad Delfzijl, van land bereikbaar vanaf het ravelijn via een smalle brug over de veertig meter brede vestinggracht. De landpoort bevond zich in courtine 3—4. In het verlengde van de poort liep de Landstraat. Tijdens het beleg van Delfzijl (1813-1814) was de landpoort de eerste van de vier poorten in Delfzijl die gesloten werd. In 1877 werd dit gedeelte van de vesting geslecht. De Landstraat in het centrum van Delfzijl bestaat nog steeds.